# 강릉 유씨
강릉 유씨(江陵劉氏)는 강원특별자치도 강릉시를 본관으로 하는 한국의 성씨이다.

## 역사
시조(始祖) 유승비(劉承備)의 증손자인 유창(劉敞)이 1371년(고려 공민왕 20년) 문과에 급제하여 성균좨주(成均祭酒) 등을 역임하고, 조선 개국공신에 책록되어 옥천부원군(玉川府院君)에 봉해졌다. 강릉 유씨는 조선시대 문과 급제자 8명을 배출하였다.

## 분파
- 감찰공파
- 경력공파
- 군수공군수파
- 금성공파
- 문희공파
- 백설공파
- 병사공파
- 부사공파
- 어사공파
- 은제공파
- 좌랑공파
- 주부공파
- 호판공파
- 천방공파[3]
- 병판공파

## 인구
- 1985년 38,844가구, 161,636명
- 2000년 55,464가구, 178,913명
- 2015년 236,871명

## 집성촌
- 경상북도 영주시 이산면
- 충청남도 공주시 계룡면
- 전라남도 신안군 비금면 구림리·신원리
- 전라남도 강진군[4]
- 전라남도 장흥군

## 같이 보기
- 충주 유씨
- 거창 유씨
- 배천 유씨
- 문희공 유창 묘역
- 송계서원